# بودوالنکه
بودوالنکه (به مجاری:  Bódvalenke) یک شهرداری در مجارستان است که در ناحیه ادلنی واقع شده‌است. بودوالنکه ۶٫۶۳ کیلومتر مربع مساحت و ۱۸۷ نفر جمعیت دارد.